# Вітольд Собков
Вітольд Собков (пол. Witold Sobków; нар. 17 лютого 1961, Варшава) — польський філолог, дипломат. Заступник міністра закордонних справ Польщі (2006), посол Польщі в Ірландії (2002—2006), e Великій Британії (2012—2016) та Постійний представник Польщі при Організації Об'єднаних Націй у Нью-Йорку (2010—2012).

## Життєпис
Народився 17 лютого 1961 року у Варшаві. У 1987 році закінчив Варшавський університет, спочатку в Інституті англійських студій (магістр англійської філології в 1984 році), а потім на кафедрі італійських студій (магістр італійської філології в 1987 році). Спеціалізувався з теоретичної та прикладної лінгвістики. Він також отримав стипендію в Інституті Гувера з війни, революції та миру при Стенфордському університеті та в італійських університетах (Сієна, Перуджа, Венеція). Закінчив програми з внутрішньої та міжнародної безпеки в Гарвардському університеті та ісламознавства в Лондонському університеті.
З серпня 1984 року по березень 1991 року був викладачем на факультеті сучасних мов Варшавського університету. З 1991 року на дипломатичній роботі у Міністерстві закордонних справ Польщі. У 1993—2000 роках був радником, радником міністра та повноважним міністром/заступником посла в Посольстві Польщі Великій Британії. У 1998 році був представником чинного голови ОБСЄ в Контактній групі. Після повернення на посаді заступника директора Департаменту Західної Європи МЗС Польщі, директора Департаменту неєвропейських країн і системи ООН та старшим радником Міністра з європейських справ Польщі. З 2002 по 2006 роки був Надзвичайним та Повноважним Послом Польщі в Ірландії.
З 9 жовтня по 27 грудня 2006 року — заступник держсекретаря Міністерства закордонних справ Польщі. З січня 2007 року працював титулярним послом у Департаменті стратегії та планування зовнішньої політики Польщі. З 1 січня 2008 по 9 квітня 2010 року був політичним директором Міністерства закордонних справ. У 2010—2012 роках Постійний представник Польщі при Організації Об'єднаних Націй в Нью-Йорку. У 2012—2016 роках був послом Польщі у Сполученому Королівстві Великобританії та Північної Ірландії. У 2016—2018 рр. — повернувся на посаду політичного директора МЗС Польщі. У березні 2020 року став директором Азіатсько-Тихоокеанського департаменту. З вересня 2021 р. знову політичний директор Міністерства закордонних справ Республіки Польща.